# Per Wagenius
Per Wagenius var en svensk kyrkomålare.
Wagenius var verksam under senare hälften av 1700-talet i Medelpad. Han var troligen bror eller son till kyrkomålaren Jonas Wagenius. För Njurunda kyrka utförde han dekorationsmålningar 1777.